# Farsta strand
Farsta strand – dzielnica (stadsdel) Sztokholmu, położona w jego południowej części (Söderort) i wchodząca w skład stadsdelsområde Farsta. Graniczy z dzielnicami Fagersjö, Farsta, Larsboda i Farstanäset oraz z gminą Huddinge.
Według danych opublikowanych przez gminę Sztokholm, 31 grudnia 2020 r. Farsta strand liczyła 5367 mieszkańców. Powierzchnia dzielnicy wynosi łącznie 2,10 km², z czego 0,61 km² stanowią wody jeziora Magelungen.
Farsta strand jest początkową/końcową stacją na zielonej linii (T18) sztokholmskiego metra.